# Sur ordre de Washington
Sur ordre de Washington est le premier album de la série de bande dessinée Marshal Blueberry de Jean Giraud (scénario), William Vance (dessin et adaptation du scénario) et Petra (couleurs). Publié pour la première fois en 1991 chez Alpen Publishers, c'est le premier du cycle Marshal Blueberry (trois tomes).

## Résumé
Blueberry, affecté à fort Navajo près de la frontière des États-Unis et du Mexique, est envoyé en mission pour capturer un Apache, Chato, qui mène des raids destructeurs dans la région. Ainsi, l'armée n'aura pas besoin d'intervenir. Après des palabres avec un chef apache, il obtient la garde de Chato, fait prisonnier par les siens. 
Dans la même région, alors que la neige tombe, un tireur isolé attaque une diligence et celle-ci tombe dans un ravin. De retour vers le fort, Blueberry et ses hommes remarquent des vautours planant au-dessus d'un point. Ils se dirigent vers le lieu pour y découvrir des hommes morts. Un pisteur montre les traces laissées par un survivant. Blueberry ordonne à ses hommes de ramener au plus tôt Chato au fort, lui s'occupant de retrouver le survivant. 
Le délai imposé à Blueberry ayant expiré, le colonel Clark accepte que le lieutenant Garrett forme une colonne pour aller « rendre visite aux tribus ». Dans un magasin près du fort, Newman, son propriétaire et un tueur, échange avec ses employés : « ON VA RAYER BLUEBERRY DE CETTE PUTAIN DE CARTE ! » Quelques instants plus tard, une dame entre dans le magasin et demande des nouvelles de Blueberry, croyant qu'il va ramener Chato. À l'extérieur, les gens sont perturbés par l'arrivée de Chato. Plusieurs civils décident de le pendre sommairement pour les meurtres qu'il a ordonnés. Le colonel Clark n'ose intervenir : « Ils me réduiraient en charpie ! » Au moment où un homme s'apprête à tirer sur la corde, il reçoit une flèche en plein cœur.
De son côté, Blueberry retrouve le survivant de la diligence : Adam Adams est envoyé de Washington pour le trouver, lui. Il a pour mission d'informer Blueberry d'un trafic d'armes qui transiteraient par fort Navajo. À quelque distance du fort, Blueberry voit de la fumée et comprend que les hommes de Chato l'ont attaqué. Expliquant à Adams que si le fort est détruit, Chato deviendra une légende, il décide d'« exterminer ces forbans ».
Au fort, les Apaches encerclent les bâtiments dans lesquels les blancs se sont réfugiés. Ils tentent de négocier la libération de Chato en échange de « la vie sauve pour les occupants », mais le colonel Clark refuse, car les indiens ne peuvent offrir aucune garantie.
Blueberry mène Adams derrière un chariot et lui donne une arme à répétition, tout en montrant un couteau : « c'est pour couper quelques gorges en silence ! » Alors qu'Adams attend, il aperçoit un homme sortir près du chariot. Lorsque Blueberry revient, celui-ci décide d'explorer le souterrain.
Dans un bâtiment du fort, les civils apprennent que « la situation est grave ! » Au même moment à l'extérieur, un homme attaché à un poteau hurle d'empêcher les Apaches de le tuer. Le colonel Clark craque et le major Stevens prend le commandement. Dans le souterrain, des trafiquants discutent de leur situation. Newman décide de passer la frontière, laissant « tous ces crétins se démerder ». Blueberry les interpelle : « Que personne ne bouge ! » Sachant que le magasin au-dessus de leurs têtes est attaqué par des indiens, Blueberry monte rapidement l'escalier qui y mène et abat plusieurs Apaches, ordonnant aux blancs sur place de descendre. Lui-même y parvient in extremis.
Dans le souterrain, Blueberry retrouve Adams assommé, les trafiquants s'étant enfuis. Il ordonne aux autres de s'éloigner, alors qu'il installe des charges explosives et quitte après avoir allumé un cordon. Lorsque les indiens parviennent aux armes, les explosifs éclatent. Profitant de l'explosion, les soldats et les civils qui se tenaient dans un bâtiment décident d'attaquer les indiens survivants. Après avoir tué son gardien, Chato attaque le major Stevens, mais il est abattu par le colonel Clark qui a repris son sang-froid. Adams retrouve Blueberry parmi les décombres causées par l'explosion : « il est indestructible ».
Garrett revient au fort, désolé de la tournure des évènements. Adams informe les hommes présents que le général Sherman requiert Blueberry pour une mission. Pendant une cérémonie funéraire qui se tient près du fort, Blueberry mentionne à Adams qu'il a décidé d'être à pied d'œuvre le plus tôt possible, malgré ses blessures. Pendant qu'ils avancent au petit trot, une femme remercie Blueberry de leur avoir sauvé la vie.

## Personnages principaux
- Blueberry : lieutenant de cavalerie qui s'oppose à un contingent apache[25] et à des trafiquants d'armes[26].
- Chato : Apache à la tête d'un groupe en guerre contre les blancs[27].
- colonel Clark : commandant du fort Navajo[28].
- major Stevens : officier sous les ordres du colonel Clark[29].
- Adams : émissaire du général Sherman[30], il aidera Blueberry à combattre les trafiquants d'armes[31].
- Newman : trafiquant d'armes[32].